# شصت و نهمین دوره جوایز بفتا
شصت و نهمین دورهٔ مراسمِ آکادمی بریتانیا (بَفتا) در ۱۴ فوریه ۲۰۱۶ در خانهٔ اپرای سلطنتی در لندن برگزار شد. جوایز فیلم بفتا بعنوانِ پیش‌زمینه‌ای برای مراسم اسکار شناخته شده است.

## بازگشته
بازگشته که در ۸ رشته نامزدِ دریافتِ جایزه از آکادمی هنرهای سینمایی و تلویزیونی بریتانیا بود، شامگاهِ شنبه در اپراخانه سلطنتی لندن ۵ جایزه ازجمله بهترین فیلم، کارگردان و بازیگرِ مرد را برد و فاتحِ مطلقِ شصت‌ونهمین دورهٔ مراسمِ اهدای جوایز بفتا لقب گرفت. جایزهٔ بهترین بازیگرِ مرد به لئوناردو دیکاپریو رسید.

## رقابتِ نامزدها
فیلم سینمایی «ذئب» به کارگردانی ناجی ابونوار که یکی از ۵ نامزد نهایی کسب جایزه اسکار بهترین فیلم خارجی‌زبان است، در مراسم بفتا توانست جایزهٔ بهترین فیلم اول یک نویسنده، کارگردان یا تهیه‌کننده بریتانیایی را از آن خود کند. گرچه رقابت برای کسب جایزهٔ بفتا در بخش بهترین فیلم غیرانگلیسی‌زبان را به «قصه‌های وحشی» دامیان زیفرون از آرژانتین واگذار کرد. «آدمکش» هو سیائوسین، «فورس ماژور» روبن اوستلند و «تیمبوکتو» عبدالرحمان سیساکو دیگر نامزدهای این بخش بودند. نکته جالب اینکه پسر شائول توانست موفق به کسب جایزه اسکار بهترین فیلم بین‌المللی شود؛ در حالی که همین فیلم به دلیل تاریخ اکران در بریتانیا،  توانست برنده بفتا بهترین فیلم غیر انگلیسی‌زبان سال بعد ، یعنی در  هفتادمین دوره جوایز بفتا شود.

## نامزدها
در ۸ ژانویه ۲۰۱۶ فهرستِ نامزدها با پیشتازی ۲ فیلم «پلِ جاسوس‌ها» و «کارول» اعلام شده بود.

## برندگانِ بَفتا
| جایزه بفتای بهترین فیلم | Best Director |
| --- | --- |
| بازگشته (فیلم ۲۰۱۵) – استیو گولین، الخاندرو گونسالس اینیاریتو، آرنان میلشان، ماری پارنت - فروش رهنی بزرگ (فیلم) – دده گاردنر، جرمی کلاینر، برد پیت - پل جاسوس‌ها – استیون اسپیلبرگ - کارول (فیلم) – استیون وولی - افشاگر (فیلم ۲۰۱۵) – استیو گولین     | الخاندرو گونسالس اینیاریتو – بازگشته (فیلم ۲۰۱۵) - تاد هینز – کارول (فیلم) - آدام مک‌کی – فروش رهنی بزرگ (فیلم) - ریدلی اسکات – مریخی (فیلم) - استیون اسپیلبرگ – پل جاسوس‌ها                                     |
| جایزه بفتای بهترین بازیگر نقش اول مرد | جایزه بفتای بهترین بازیگر نقش اول زن |
| لئوناردو دی‌کاپریو – بازگشته (فیلم ۲۰۱۵) - برایان کرانستون – ترامبو (فیلم ۲۰۱۵) دالتون ترامبو - مت دیمون – مریخی (فیلم) - مایکل فسبندر – استیو جابز (فیلم) استیو جابز - ادی ردمین – دختر دانمارکی (فیلم) لیلی البه                                     | بری لارسون – اتاق (فیلم ۲۰۱۵) - کیت بلانشت – کارول (فیلم) - سیرشا رونان – بروکلین (فیلم) - مگی اسمیت – بانویی در ون - آلیسیا ویکاندر – دختر دانمارکی (فیلم) گردا وگنر                                          |
| | جایزه بفتای بهترین بازیگر نقش مکمل زن |
| مارک رایلنس – پل جاسوس‌ها - کریستین بیل – فروش رهنی بزرگ (فیلم) - بنیسیو دل تورو – سیکاریو (فیلم ۲۰۱۵) - ادریس البا – جانوران بدون کشور (فیلم) - مارک روفالو – افشاگر (فیلم ۲۰۱۵)                                                                      | کیت وینسلت – استیو جابز (فیلم) - جنیفر جیسن لی – هشت نفرت‌انگیز - رونی مارا – کارول (فیلم) - آلیسیا ویکاندر – اکس‌مشینا - جولی والترز – بروکلین (فیلم)                                                           |
| | |
| توماس مک‌کارتی (هنرپیشه)، جاش سینر – افشاگر (فیلم ۲۰۱۵) - مت چارمن، برادران کوئن، برادران کوئن – پل جاسوس‌ها - جاش کولی، پیت داکتر، مگ لفاوه – پشت و رو (فیلم ۲۰۱۵) - الکس گارلند – اکس‌مشینا - کوئنتین تارانتینو – هشت نفرت‌انگیز                        | آدام مک‌کی، چارلز راندولف – فروش رهنی بزرگ (فیلم) - اما داناهیو – اتاق (فیلم ۲۰۱۵) - نیک هورن‌بای – بروکلین (فیلم) - فیلیس نیگی – کارول (فیلم) - آرون سورکین – استیو جابز (فیلم)                                 |
| جایزه بفتای بهترین فیلم‌برداری | |
| امانوئل لوبزکی – بازگشته (فیلم ۲۰۱۵) - راجر دیکینس – سیکاریو (فیلم ۲۰۱۵) - یانوش کامینسکی – پل جاسوس‌ها - ادوارد لاچمن – کارول (فیلم) - جان سیل – مکس دیوانه: جاده خشم                                                                                 | ذیب - The Survivalist - الکس گارلند (کارگردان) – اکس‌مشینا - Debbie Tucker Green (Writer/Director) – [Second Coming - Sean McAllister (Director/Producer) and Elhum Shakerifar (Producer) – A Syrian Love Story |
| Outstanding British Film | بهترین فیلم مستندسازی شده |
| بروکلین (فیلم)، نیک هورن‌بای - ۴۵ سال، اندرو هیگ - امی (فیلم ۲۰۱۵) - دختر دانمارکی (فیلم) – تیم بوان، اریک فلنر، تام هوپر - اکس‌مشینا – الکس گارلند - خرچنگ (فیلم)، یورگوس لانتی‌موس                                                                     | امی (فیلم ۲۰۱۵) - سرزمین کارتل - او اسم مرا ملاله گذاشت – دیویس گوگنهایم، والتر پارکس - به من گوش کن مارلون – آر جی کاتلر                                                                                      |
| جایزه بفتای بهترین موسیقی فیلم | |
| هشت نفرت‌انگیز – انیو موریکونه - پل جاسوس‌ها – توماس نیومن - بازگشته (فیلم ۲۰۱۵)، ریوئیچی ساکاموتو - سیکاریو (فیلم ۲۰۱۵) – یوهان یوهانسون - جنگ ستارگان: نیرو برمی‌خیزد – جان ویلیامز                                                                    | بازگشته (فیلم ۲۰۱۵)، رندی تام - پل جاسوس‌ها – ریچارد هیمنز، گری رایدستورم - مکس دیوانه: جاده خشم - مریخی (فیلم) - جنگ ستارگان: نیرو برمی‌خیزد                                                                    |
| Best Production Design | جلوه‌های ویژه |
| مکس دیوانه: جاده خشم - پل جاسوس‌ها - کارول (فیلم) - مریخی (فیلم) - جنگ ستارگان: نیرو برمی‌خیزد | جنگ ستارگان: نیرو برمی‌خیزد - مرد مورچه‌ای (فیلم) - اکس‌مشینا - مکس دیوانه: جاده خشم - مریخی (فیلم) |
| | بهترین گریم |
| مکس دیوانه: جاده خشم – جنی بیون - بروکلین (فیلم) - کارول (فیلم) – سندی پاول (طراح لباس) - سیندرلا (فیلم ۲۰۱۵) – سندی پاول (طراح لباس) - دختر دانمارکی (فیلم)                                                                                          | مکس دیوانه: جاده خشم - بروکلین (فیلم) - کارول (فیلم) - دختر دانمارکی (فیلم) - بازگشته (فیلم ۲۰۱۵) – Siân Grigg, Duncan Jarman, and Robert Pandini                                                              |
| Best Editing | Best Film Not in the English Language |
| مکس دیوانه: جاده خشم – مارگارت سیکسل - فروش رهنی بزرگ (فیلم) – هانک کوروین - پل جاسوس‌ها – مایکل کان - مریخی (فیلم) – پیترو اسکالیا - بازگشته (فیلم ۲۰۱۵) – استیون میریون                                                                              | قصه‌های وحشی (فیلم) – آرژانتین - آدم‌کش (فیلم ۲۰۱۵) – تایوان - فورس ماژور – سوئد - ذیب – اردن - تیمبوکتو (فیلم ۲۰۱۴) – موریتانی                                                                                  |
| Best Animated Film | Best Short Animation |
| پشت و رو (فیلم ۲۰۱۵) – پیت داکتر - مینیون‌ها – پیر کافین و Kyle Balda - گوسفند ناقلا (فیلم ۲۰۱۵) – Mark Burton و Richard Starzak | Edmond – Nina Gantz and Emilie Jouffroy - Manoman – Simon Cartwright and Kamilla Kristiane Hodol - مقدمه (فیلم) – ریچارد ویلیامز و Imogen Sutton                                                               |
| Best Short Film | EE Rising Star Award |
| Operator – Caroline Bartleet and Rebecca Morgan - Elephant – Nick Helm, Alex Moody, and Esther Smith - Mining Poems of Odes – Jack Cocker and Callum Rice - Over – Jeremy Bannister and Jörn Threlfall - Samuel-613 – Cheyenne Conway and Billy Lumby | جان بویگا - تارون اگرتون - داکوتا جانسون - بری لارسون - بل پاولی |